# Federico Vairo
Federico Vairo (27 de janeiro de 1930 - 7 de dezembro de 2010) foi um futebolista argentino que competiu na Copa do Mundo FIFA de 1958.

## Carreira
Vairo começou sua carreira no Rosário Central em sua cidade natal em 1947, ele jogou pelo clube por 8 temporadas antes de se mudar para Buenos Aires para jogar pelo River Plate. No River, ele ganhou três títulos consecutivos da Primeira Divisão entre 1955 e 1957.
Vairo jogou na seleção argentina na Copa do Mundo de 1958 na Suécia. Ao mesmo tempo, ele era o jogador com mais jogos disputados para a equipe nacional. Seu registro não foi quebrado até a década de 1990.
Em 1960, Vairo se juntou ao clube chileno, O'Higgins. Suas três primeiras temporadas com o clube resultaram em finalizações no meio da tabela, mas a campanha de 1963 viu o clube ser rebaixado, terminando em último na tabela.
Em 1964, ele conquistou o título da segunda divisão chilena, o único título na história do clube.
Entre 1999 e 2010, o River Plate contratou-o para explorar jogadores juniores da província de Santa Fé.
Em 2005, ele recebeu um prêmio na festa de 50 anos do O'Higgins.

## Morte
Em 7 de dezembro de 2010, Federico Vairo morreu em um hospital em Buenos Aires, por causa de um câncer de estômago. Ele deixou sua esposa Marta e seus três filhos, Graciela, Daniel e Claudia.